# Lars Forssell
Lars Hans Carl Abraham Forssell, né le 14 janvier 1928 et mort le 26 juillet 2007 à Stockholm, est un écrivain suédois, membre de l'Académie suédoise. Il est un auteur prolifique et éclectique. Il signe plusieurs recueils de poèmes, des pièces de théâtre et des textes de chansons.

## Biographie
Lars Forssell est né à Stockholm dans les années 1920. Il poursuit, enfant, son cycle d'études élémentaires à Kungsholms Folkskola qui est, au début du siècle dernier, la plus grande structure d'écoles primaires au monde : elle pouvait en effet accueillir plus de 3 800 élèves au sein de ses établissements. 
Forssell étudie ensuite aux États-Unis, en 1947-1948 et revient en Suède afin d'y obtenir une maîtrise en Arts et Lettres à l'Université d'Uppsala, en 1952. Il devient journaliste et signe des articles pour la rubrique culturelle de plusieurs journaux (l' Utsikt, le Bonniers Litterära Magasin, le Poesi, le Dagens Nyheter et l' Expressen). En parallèle, il est parolier pour des musiques de cabaret, notamment pour le spectacle Två åsnor (Une paire d'ânes) dont la représentation à Göteborg fait date, en 1957. Ses poèmes d'inspiration diverse, acclamés par la critique, lui valent d'être élu à l'Académie suédoise en 1971. Ses textes de chansons lui apportent quant à eux la popularité auprès du public suédois. Dans les années 1970, il écrit nombre de poèmes et de paroles de chansons, certaines ayant été interprétées par Cornelis Vreeswijk. Il signe notamment le texte de la chanson qui représente la Suède à l'Eurovision en 1973. Il collabore avec l'artiste Lill Babs en 1980.

### Récompenses
Forssell reçoit de nombreuses récompenses dont le prix Bellman en 1968 et en 1981, le prix Pilot en 1992 et le prix « Litteris et Artibus » en 1993. En 1997, il obtient la bourse Cornelis Vreeswijk et le prix Nordique de l'Académie suédoise pour ses œuvres poétiques en 1998. Forssell a également écrit des livres pour enfants, des livrets d'opéra puis a supervisé quelques traductions de l'anglais.  

### Vie privée
Lars Forssell est marié, depuis 1951, à Kerstin Hane (1925-2012) avec laquelle il a deux fils : Jonas et Malte.